# Encarsia berlesei
Encarsia berlesei is een vliesvleugelig insect uit de familie Aphelinidae. De wetenschappelijke naam is voor het eerst geldig gepubliceerd in 1906 door Howard.